# Румынские исторические области

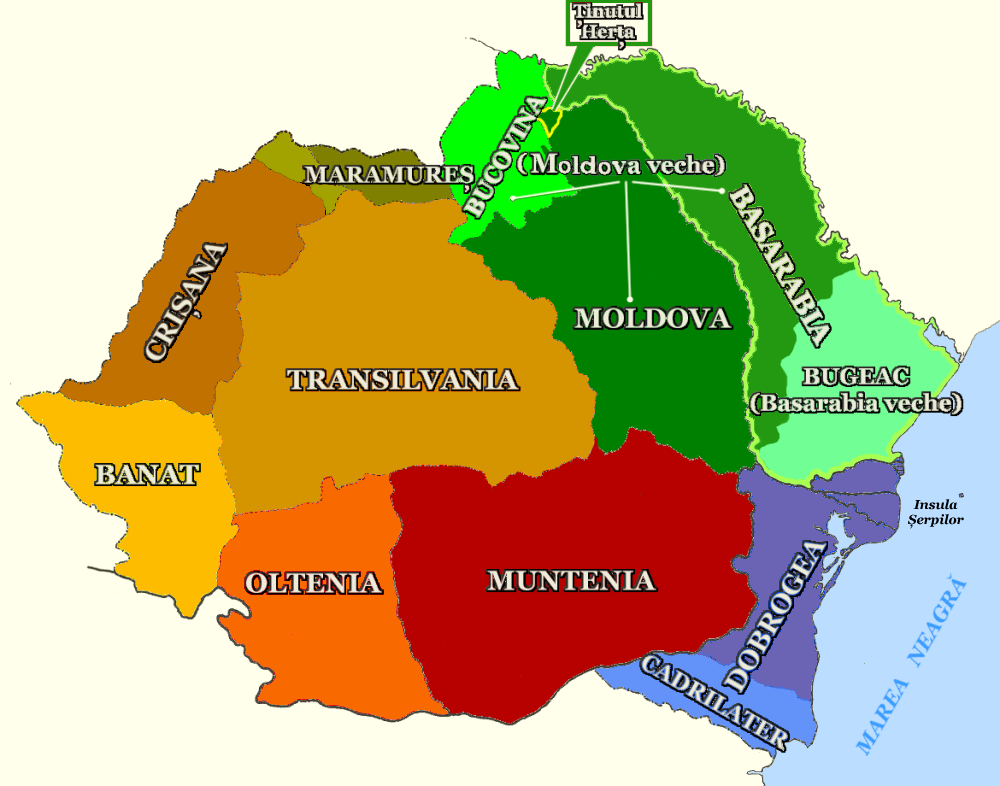
Исторические области Румынии

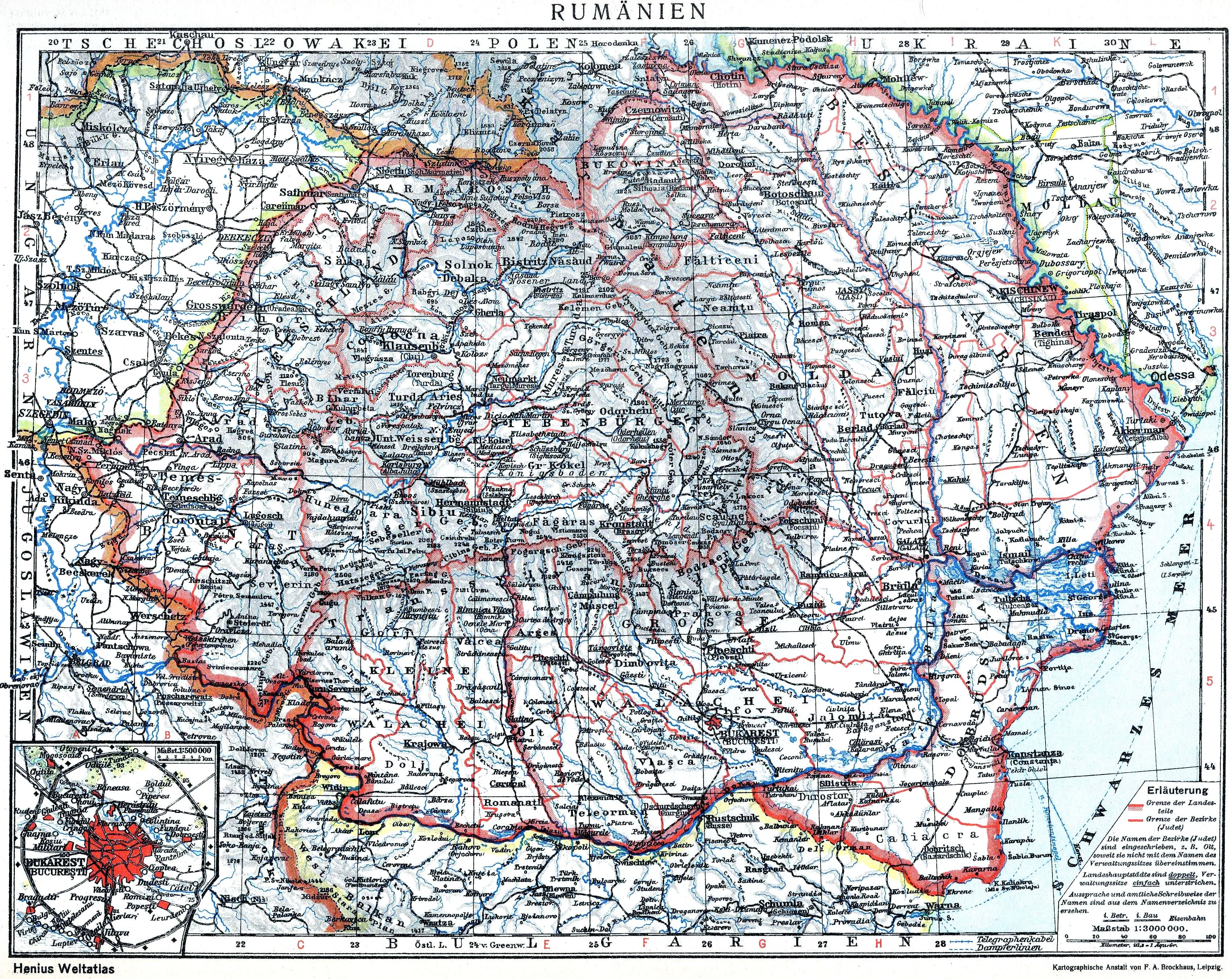
Карта Румынского королевства времён наибольшего расширения его границ

Румынские исторические области − области, которые на протяжении истории полностью или частично входили в состав княжеств Трансильвания, Валахия, Молдова и Добруджа.
 Валахия − полностью входит в состав Румынии, в 1859 году вместе с Молдавским княжеством образовали современную Румынию. Состоит из двух частей:
- Мунтения: восточная часть Валахии, между реками Дунай (на востоке и юге) и Олт (на западе) и Карпатами.
- Олтения: западная часть Валахии, ограниченная от Трансильвании (к северу) Карпатами, от Мунтении (к востоку) — рекой Олт, а от Болгарии и Сербии (к югу и западу) — Дунаем.

 Молдова. Состоит из следующих частей:
- Молдова: часть Молдовы, которая в 1859 составляла Молдавское княжество и в 1859 году вместе с Валахией образовали современную Румынию;
- Буковина: полностью входила в состав Румынии между 1918 годом (Присоединение Буковины к Румынии) и Второй мировой войной, сегодня разделена между Румынией и Украиной;
- Бессарабия (включая): в составе Румынии между 1918 годом (Бессарабия в составе Румынии) и Второй мировой войной, сегодня разделена между Республикой Молдова и Украиной;
  - Буджак: часть Бессарабии, входила в состав Румынии между 1859 и 1878 годами;
- Область Герца: в составе Румынии до Второй мировой войны, сейчас часть Черновицкой области Украины.

 Добруджа:
- Северная Добруджа: часть Румынии с 1859 года за исключением некоторых островов (см. Змеиный остров);
- Южная Добруджа: в составе Румынии с 1913 по 1940 года, сейчас часть Болгарии.

Валахию, Молдову и Добруджу иногда называют Старым королевством, так как они формировали румынское королевство до Первой мировой войны.
 Трансильвания (иногда обозначают не только собственно Трансильванию, но и исторические регионы Кришана, Марамуреш и румынской части Баната):
- Собственно Трансильвания (бывшее Княжество Трансильвания): вошла в состав Румынии в 1918 году;
- Банат: в 1918 году разделён между Румынией, Сербией и Венгрией;
- Кришана: регион между двумя реками Марош и Сомеш и Западно-Румынскими горами, стал частью Румынии в 1918 году[1].
- Марамуреш: горный северо-западный регион, стал частью Румынии в 1918 году[2].

В течение или по окончании Второй мировой войны Румыния потеряла часть из указанных исторических областей: Бессарабию, Северную Буковину и Область Герца (в 1940 году), Северную Добруджу (в 1940 году), и Змеиный остров (в 1948 году).